# Nieprzebąd
Nieprzebąd, Nieprzebud, Nieprzebysz – staropolskie imię męskie, złożone z trzech członów: Nie- (przeczenie), prze ("przez" i wiele innych znaczeń) i -bąd, -bud ("bądź").